# Cause for Divorce
Cause for Divorce er en amerikansk stumfilm fra 1923 af Hugh Dierker.

## Medvirkende
- Helen Lynch som Ruth Metcliffe
- Fritzi Brunette som Laura Parker
- Pat O'Malley som Howard Metcliffe
- James O. Barrows som Prof. Williams
- Peter Burke som Lorenz
- David Butler som Tom Parker
- Charles Clary som Martin Sheldon